# Чолтош
Чолтош (тадж. Чолтош) — село в районе Рудаки Республики Таджикистан. Входит в состав джамоата (сельской общины) Султонобод.
Находится на расстоянии 17 км от районного центра (пгт. Сомониён) и 6 км от центра джамоата (село Султонобод).
Население — 756 чел. (2017).